# Лаговари, Иоан
Ио́ан Лагова́ри (рум. Ion N. Lahovari; 25 января 1844, Бухарест — 14 июня 1915, там же) — румынский государственный, политический и дипломатический деятель. Министр иностранных дел Королевства Румыния (1899—1900 и 1907).

## Биография
Брат государственных деятелей Якоба и Александра Лаговари.
Образование получил в Париже, по возвращении на родину работал юристом в Бухаресте.
В 1871 году был избран заместителем председателя Румынской консервативной партии. С 11 апреля 1899 года по 6 июля 1900 занимал пост министра иностранных дел в кабинете Георге Кантакузино.
Был Полномочным послом Румынии в ранге министра в Париже. 
Избирался членом и председателем Сената Румынии от Консервативной партии.
Во второй раз стал министром иностранных дел с 9 февраля по 11 марта 1907 года.
Его дочь Марта Бибеску, известная румынская писательница.